# Райхенбах-ім-Фогтланд
Райхенбах-ім-Фогтланд (нім. Reichenbach im Vogtland) — місто у Німеччині, у землі Саксонія. Підпорядковане земельної дирекції Хемніц. Входить до складу району Фогтланд. 
Площа — 34,46 км2. Населення становить 20 198 ос. (станом на 31 грудня 2020).
Офіційний код — 14 5 23 340. 

## Уродженці
Вільге́льм Ґо́тліб (Васи́лій Ґо́тлібович) Крі́стер (1815-1890) - засновник садівничої фірми та агрошколи в Києві. Зробив визначний внесок у розвиток садівництва та сільського господарства, озеленення міста, випускники його школи працювали садівниками по всій Україні.  

## Галерея

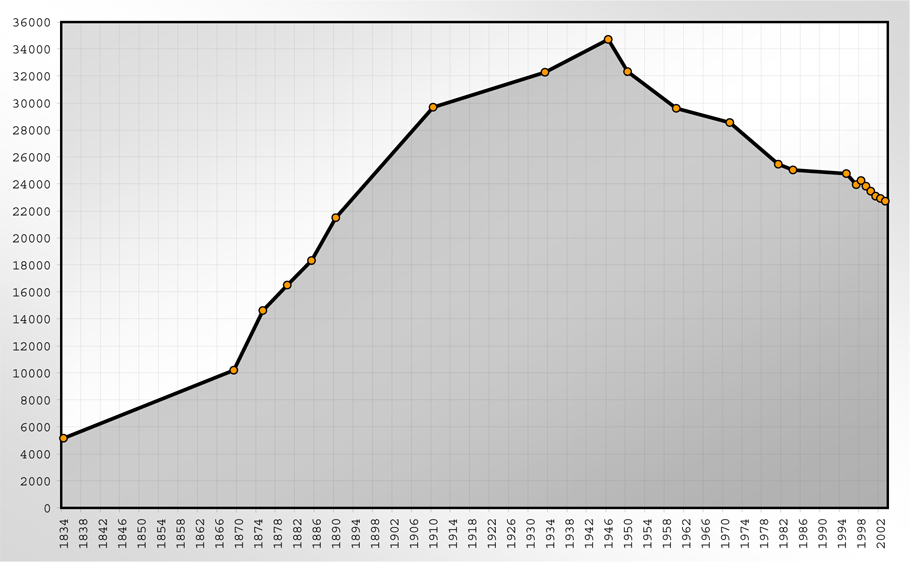
Демографія
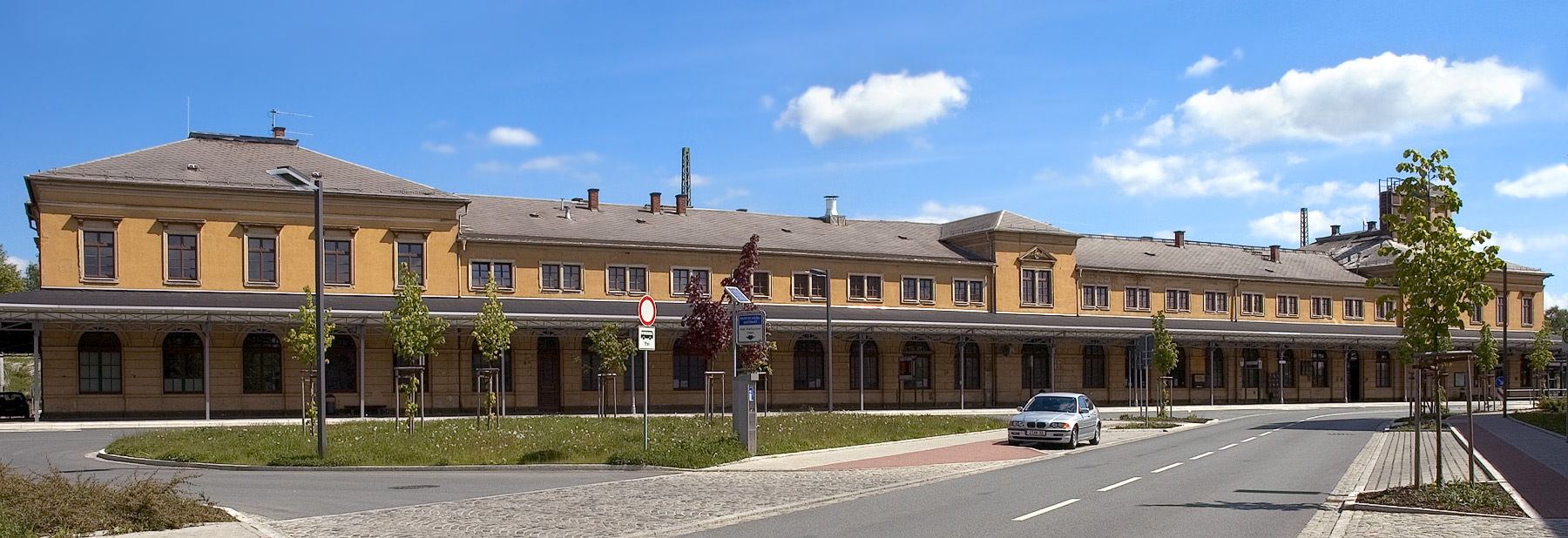
Вокзал
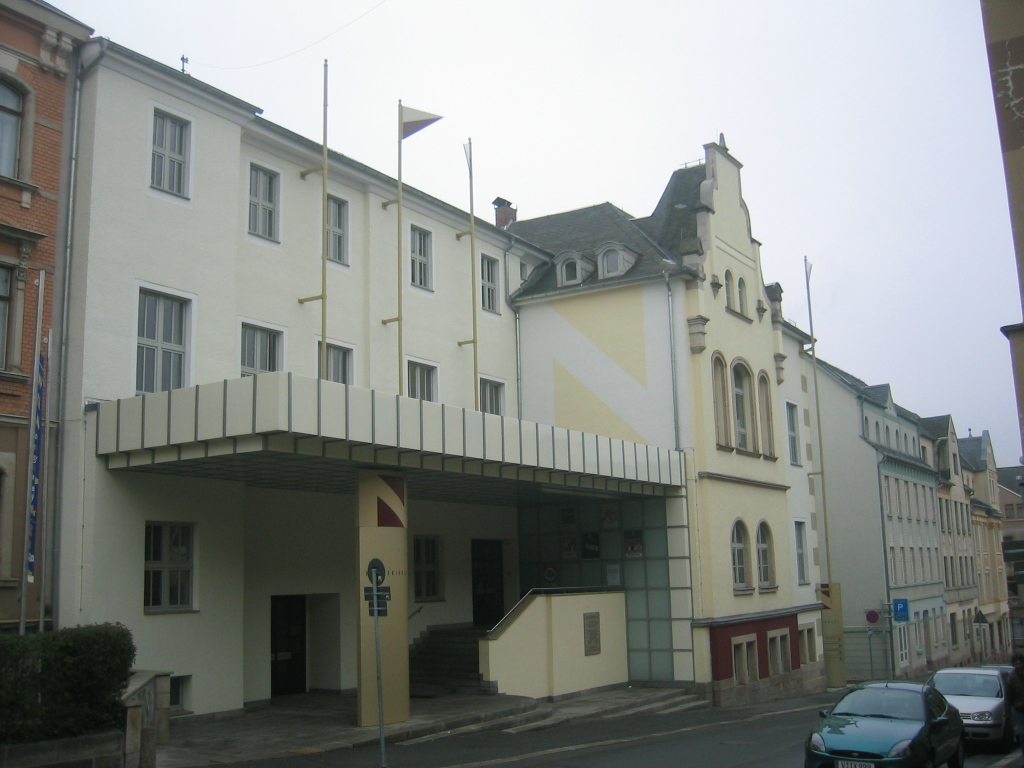
Нойберінхаус (Театр іконцертний зал)
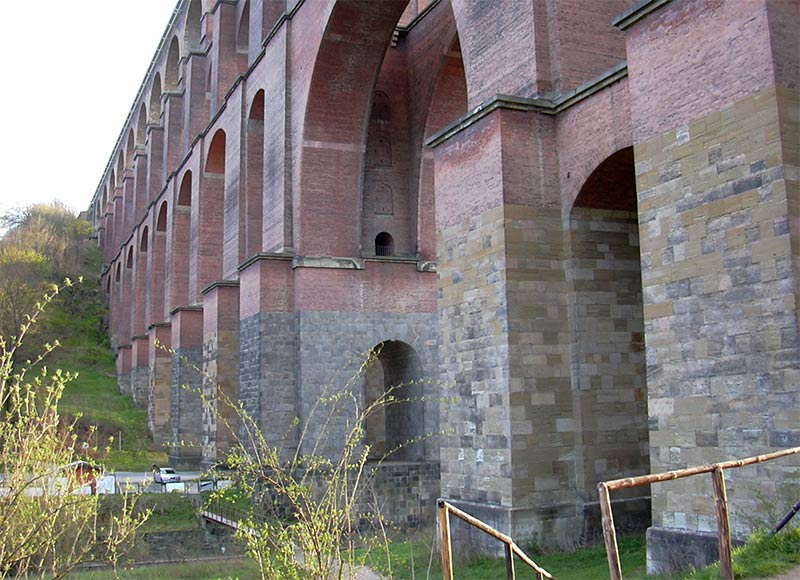
Міст Гельцштальбрюке